# Голембе (Підляське воєводство)
Голембе (пол. Gołębie) — село в Польщі, у гміні Посвентне Білостоцького повіту Підляського воєводства.
Населення — 136 осіб (2011).
У 1975-1998 роках село належало до Білостоцького воєводства.

## Демографія
Демографічна структура станом на 31 березня 2011 року:
|          | Загалом | Допрацездатний вік | Працездатний вік | Постпрацездатний вік |
| -------- | ------- | ------------------ | ---------------- | -------------------- |
| Чоловіки | 67      | 15                 | 46               | 6                    |
| Жінки    | 69      | 16                 | 39               | 14                   |
| Разом    | 136     | 31                 | 85               | 20                   |